# Franco Ballerini Day
De Franco Ballerini Day is een voormalige eendaagse wielerwedstrijd, die voor de eerste keer werd ingericht in 2010 ter nagedachtenis aan de in dat jaar omgekomen Franco Ballerini, voormalig Italiaans wielrenner en bondscoach van de Italiaanse wielerploeg (2002-2006). Hij overleed na een crash in een rallywedstrijd in Larciano. De wedstrijd wordt verreden in de buurt van zijn woonplaats Cantagrillo in de regio Toscane. 
Vanaf 2012 maakt de wedstrijd deel uit van de UCI Europe Tour in de categorie 1.1. Uiteindelijk zou de koers slechts eenmaal verreden worden; Filippo Pozzato is de enige winnaar.